# جاده ئی۸۰۶ اروپا
جاده ئی۸۰۶ اروپا (به انگلیسی: European route E806) یکی از جاده‌های درجه ۲ قاره اروپا است.
این جاده که در کشور پرتغال قرار دارد از شهر تورس نواس شروع شده و در شهر گوارده به پایان می‌رسد.